# Banu Makhzum
I Banū Makhzūm (in arabo بنو مخزوم‎?) furono uno dei principali e più potenti clan meccani dei B. Quraysh.
Tra i suoi più importanti membri si ricordano:
- ʿAmr ibn Hishām meglio noto come Abū al-Hakam o Abū Jahl, nemico acerrimo di Maometto
- ʿIkrima b. Abī Jahl, figlio di Abū Jahl e, come il padre, aspro nemico di Maometto prima di convertirsi e operare validamente come guerriero nelle guerre della ridda
- al-Walid ibn al-Mughira
- Umm Salama Hind bint Abi Umayya
- Khalid ibn al-Walid, il famoso, invitto militare, che sconfisse (prima di convertirsi) lo stesso Maometto nella battaglia di Uḥud
- al-Mughīra b. ʿAbd Allāh
- Hishām b. al-Mughīra
- Ibn Zaydūn